# Massimo Fedrizzi
Massimo Fedrizzi (Bolzano, 12 aprile 1968) è un allenatore di hockey su ghiaccio ed ex hockeista su ghiaccio italiano.

## Carriera

### Giocatore
Cresciuto nell'HC Bolzano, ha giocato coi biancorossi in massima serie dal 1988 al 1993, con l'eccezione della stagione 1989-1990 giocata, sempre in serie A, coi Devils Milano.
Ha proseguito poi la sua carriera perlopiù in seconda serie, con le maglie di HC Como, HC Chiavenna, HC Merano, EV Bozen 84 e SV Caldaro.

### Allenatore
Dal 2006 è entrato a far parte dello staff tecnico dell'EV Bozen 84. Negli otto anni in cui è rimasto, ha ricoperto diversi ruoli: ha guidato le giovanili della società, ma anche la prima squadra (sia da allenatore in seconda che da primo allenatore, nella stagione 2011-2012, quando subentrò dopo poche partite a Egon Schenk)
Ha guidato poi la squadra femminile, le EV Bozen Eagles, fin dalla nascita nel 2008: in sei anni (2008-2014) ha vinto cinque titoli italiani ed una EWHL.
Nel maggio del 2014 ha scelto di lasciare la squadra bolzanina.
Dal 2016 è tornato ad allenare una squadra di club maschile, l'Hockey Club Varese.
Nel 2018-2019 ha allenato l'HC Ambrì Piotta Girls, che ha portato alla vittoria della serie D svizzera femminile ed hai quarti di finale nella coppa nazionale. I buoni risultati ottenuti gli valsero la chiamata da parte delle Lugano Ladies, nella massima serie femminile svizzera, per sostituire Marzio Brambilla. Venne confermato anche per il 2020-2021, ma sua seconda stagione durò tuttavia solo tre incontri, due vittorie e una sconfitta: ad ottobre venne esonerato e sostituito dal suo assistente, Vasco Soldini.
È attivo anche a livello federale: dal 2011 allena la nazionale azzurra femminile Under-18; è stato assistente allenatore della nazionale femminile maggiore (2011-2014), della quale ha poi assunto la guida nell'estate del 2019 pur non lasciando l'Under-18.

## Palmarès

### Allenatore

#### Club
- Campionato italiano femminile: 5
EV Bozen Eagles: 2009-2010, 2010-2011, 2011-2012, 2012-2013, 2013-2014
- EWHL: 1
EV Bozen Eagles: 2013-2014